# Franklinita
La franklinita, ocasionalmente conocida también como zincoferrita, es un mineral del grupo de la espinela. Es un óxido de zinc, hierro y manganeso de fórmula (Fe,Mn,Zn)2+(Fe,Mn)3+2O4.
Descrito por Pierre Berthier en 1819, el mineral lleva el nombre por la localidad de Franklin (Nueva Jersey, Estados Unidos), a su vez bautizada en honor de Benjamin Franklin, donde se encuentra el principal yacimiento. Berthier inicialmente lo transcribió como francklinite.

## Propiedades
La franklinita es un mineral opaco de brillo submetálico cuya coloración va del pardo rojizo al negro.
Con luz reflejada es entre blanco y gris, mostrando reflexiones internas de color rojo oscuro.
Es muy frágil, tiene una dureza entre 5,5 y 6 en la escala de Mohs (comparable a la de la ortoclasa) y una densidad media de 5,14 g/cm³.
Es soluble en ácido clorhídrico pero insoluble en ácido cítrico frío.
Cristaliza en el sistema cúbico, clase hexaoctáedrica (4/m 3 2/m).
Su contenido en Fe2O3 se sitúa en torno al 66%, mientras que el de ZnO varía entre el 21% y el 30%.
La variación de la relación Zn:Fe en su composición tiene como consecuencia que presente un nivel variable de magnetismo.
Como impurezas más frecuentes pueden aparecer manganeso, titanio, aluminio y calcio.

## Morfología y formación

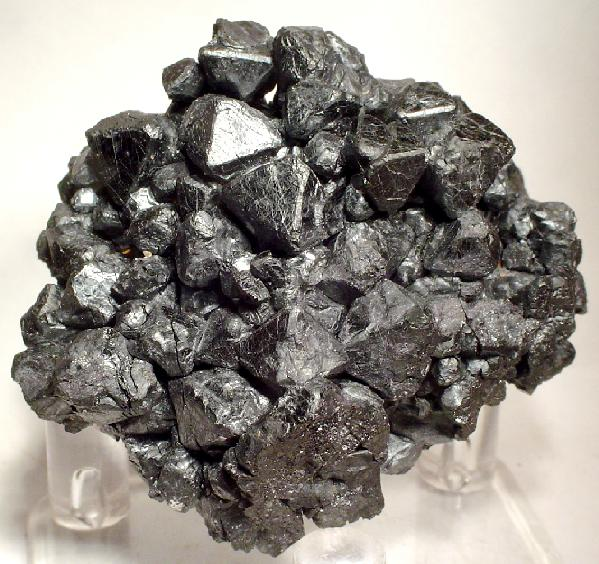
Franklinita de Ogdensburg (Nueva Jersey, Estados Unidos)

Normalmente la franklinita se presenta como cristales octaédricos, habitualmente con bordes redondeados, de un tamaño que puede alcanzar los 22 cm; más inusuales son los cristales dodecaédricos y más aún los cúbicos.
No obstante, puede también formar granos esféricos y masas compactas.
Este mineral se encuentra en capas y vetas formadas por metamorfismo a altas temperaturas de sedimentos marinos ricos en hierro, zinc y manganeso. También puede aparecer como mineral minoritario en algunos depósitos de manganeso y hierro.
Por otra parte, suele aparecer asociado a calcita, willemita y cincita; menos frecuentemente a andradita, manganosita, rodocrosita, gahnita, magnetita, rhodonita, hausmannita y hetaerolita.

## Yacimientos
Los yacimientos son escasos, destacando los existentes en Nueva Jersey (Estados Unidos); además del de Franklin, donde se encuentra la localidad tipo, destacan los de Sterling Mine y Noble Pit, en Ogdensburg. En California se puede encontrar franklinita en la sierra Chemehuevi y en la de San Bernardino.
También hay depósitos en México: en la mina San Antonio (Aquiles Serdán, Chihuahua) y en la mina Bilbao (Ojocaliente, Zacatecas).
En Europa hay yacimientos en Macedonia, en la cordillera Jakupica, y en el municipio de Probištip.
Asimismo, hay franklinita en Rumanía (mina Răzoare, distrito de Maramureș), en Suecia (Långban y Garpenberg) y en el norte de Rusia (macizo de Jibiny, óblast de Múrmansk).
En España se han localizado cristales notables en Barruecopardo y Vitigudino (Salamanca).